# مالکوم گلازارد
مالکوم گلازارد (انگلیسی: Malcolm Glazzard; ۱ ژوئیهٔ ۱۹۳۱ – ۲۶ ژوئن ۲۰۱۲) بازیکن فوتبال بود.
از باشگاه‌هایی که در آن بازی کرده‌است می‌توان به باشگاه فوتبال لیورپول و باشگاه فوتبال مکلسفیلد تاون اشاره کرد.